# 1990 en chimie
Cet article présente les faits marquants de l'année 1990 en chimie.

## Évènements
- 22e Olympiades Internationales de Chimie, organisées à Paris en France du 8 juillet au 17 juillet[1].
- 27 septembre : les physiciens Wolfgang Krätschmer (en) et Donald Huffman (en) publient un procédé de synthèse des fullerènes permettant d'en obtenir des quantités de l'ordre du gramme[2].

## Prix
- Prix Nobel de chimie : Elias James Corey pour le développement de la théorie et de la méthodologie de la synthèse organique[3].
- Prix Procter & Gamble : J. Michael White[4]
- Prix Anselme-Payen : Junzo Nakano[5]
- Médaille Garvan-Olin : Darleane Hoffman[6]
- Prix Ernest-Guenther : Barry Trost[7]
- ACS Award in Pure Chemistry : Peter G. Schultz[8]
- Prix Arthur C. Cope : Koji Nakanishi[9]
- Prix Irving-Langmuir : William H. Miller[10]
- Médaille Priestley : Roald Hoffmann[11],[12],[13]
- Médaille Leverhulme : Ray Freeman
- Médaille Davy : Keith Usherwood Ingold pour avoir été le premier à étudier quantitativement les réactions des radicaux libres en solution, dans les verres et dans les organismes vivants, notamment en utilisant la résonance magnétique électronique[14],[15].
- Prix Alfred-Bader : Howard Alper[16]
- Grand prix Pierre-Süe : Jean-Michel Mermet[17]
- Grand prix Achille-Le-Bel : Jean Normant[18]
- Claude S. Hudson Award in Carbohydrate Chemistry : Bertram O. Fraser-Reid[19]
- Médaille William-H.-Nichols : John D. Baldeschwieler[20]

## Décès
- 12 juillet : Albert Bruylants (né en 1915), chimiste belge.